# Verloskundige

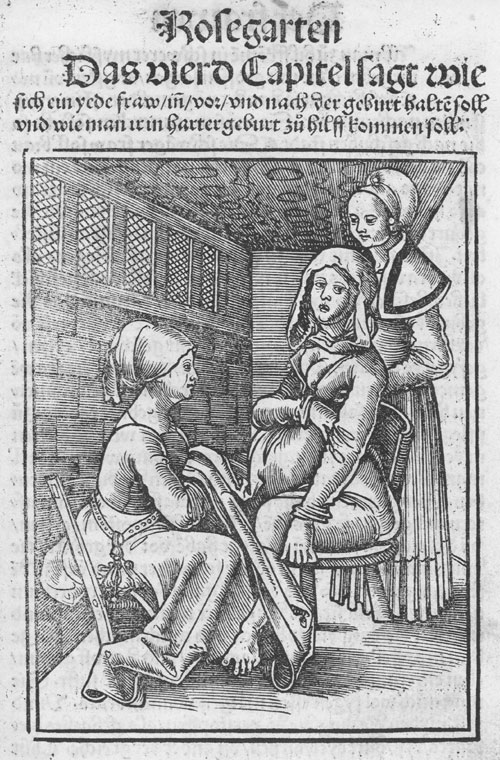
In het boek Der Rose(n)garten uit 1513 van Eucharius Rößlin over het begeleiden van bevallingen, een illustratie van een vrouw, die zittend bevalt.

Een verloskundige, vroedvrouw, accoucheur houdt zich bezig met het begeleiden van de normale, ongecompliceerde zwangerschap en bevalling. In Nederland zegt men verloskundige, in Vlaanderen luidt de wettelijke beroepstitel vroedvrouw.
In Nederland fungeert de Koninklijke Nederlandse Organisatie van Verloskundigen (KNOV) en in België de Vlaamse Beroepsorganisatie van Vroedvrouwen als beroepsvereniging van verloskundigen.

## Geschiedenis

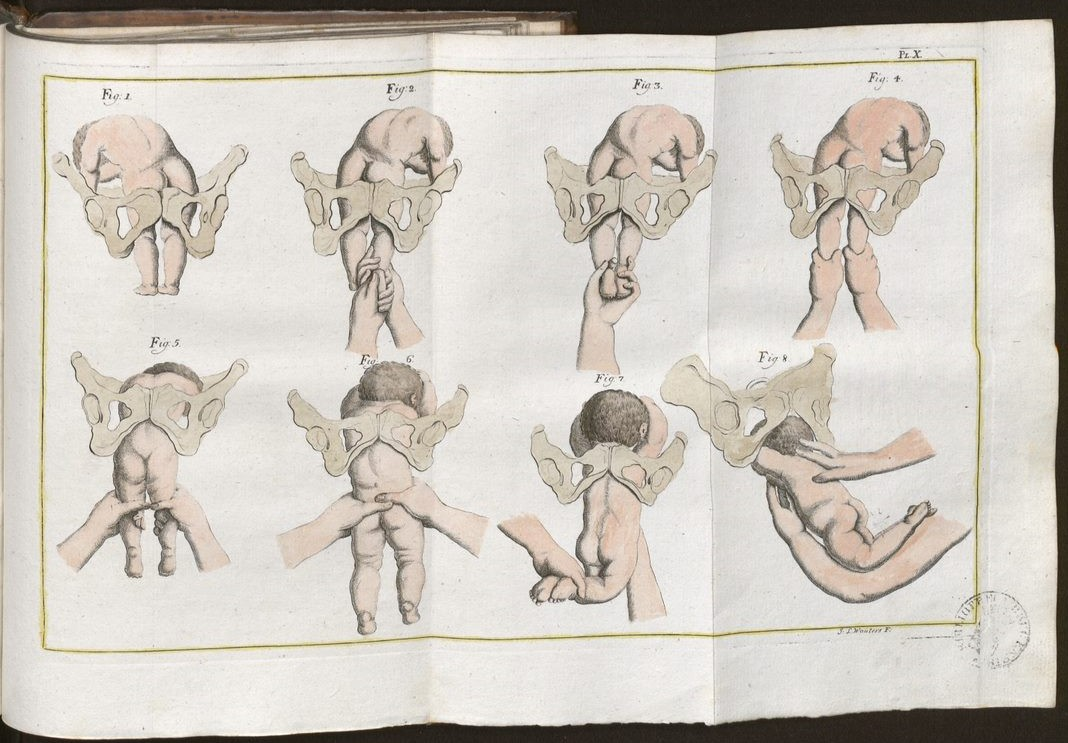
Een van de ingekleurde etsen achteraan een handboek voor vroedkundigen uit 1784. Bewaard door Openbare Bibliotheek Brugge.

Het beroep wordt reeds benoemd in de Bijbel. In het boek Genesis bemoedigt een vroedvrouw Rachel tijdens een zware bevalling door haar te vertellen dat ze opnieuw een zoon krijgt. De Hebreeuwse vroedvrouwen Sifra en Pua, genoemd in Exodus, worden aangehaald als voorbeeld van de ethische aspecten van het beroep, toewijding aan het menselijk leven, omdat ze het bevel van een Egyptische Farao om alle pasgeboren jongetjes te doden, weigerden.
Tijdens de Chinese Ming-dynastie waren het echter onder andere ook vroedvrouwen die infanticide pleegden op ongewenste meisjes.
Door de eeuwen heen is het vaak de vroedvrouw geweest die de zwangere heeft bijgestaan. Van de Griekse arts Hippocrates is bekend dat hij les gaf aan vroedvrouwen. Tot in de 14e eeuw konden vroedvrouwen in de Lage Landen veelal vrij praktiseren, geleidelijk kwamen er verordeningen en werden zij regionaal onder leiding gesteld van mannelijke artsen die vaak weinig ervaring in vrouwengeneeskunde en geboortehulp hadden. Vroedvrouwen werden onbevoegd verklaard. In sommige delen van Europa konden zij door de katholieke kerk geëxcommuniceerd worden, en werden zij voor het kerkelijk gerecht gedaagd voor kwakzalverij. Er zijn ook links te leggen tussen de rol die deze vrouwen hadden in de samenleving, en het relatief grote aantal vrouwen dat in de vroege renaissance op initiatief van de kerk ter dood werd gebracht bij de Europese heksenvervolging.

### Opleiding
De arts Hendricus van Deventer (1651-1737) wordt wel de grondlegger van de verloskunde in Nederland genoemd, hij was gehuwd met een vroedvrouw. Hij schreef onder meer De Dageraet der Vroedvrouwen en Novum Lumen Obstetricantium (1701), wat ook in het Duits, Frans en Engels werd vertaald. In het Nederlands verscheen het onder de titel Manuale Operatien, zijnde een Nieuw Ligt voor Vroedmeesters en Vroedvrouwen. In Nederland werd ook het handboek Spiegel der Vroedvrouwen verkocht, van J. Dittricus, werkzaam aan het Hof van de Keurvorst van Brandenburg, waaruit vroedvrouwen in Den Haag geexamineerd worden. Tegen het einde van de zeventiende eeuw kwam er in verschillende steden een opleiding tot vroedvrouw. De anatoom Frederik Ruysch hervormde vanaf 1668 als stadsvroedmeester het onderwijssysteem voor vroedvrouwen in Amsterdam, onder andere door een examen verplicht te laten stellen.

### In gemeentedienst, 18e eeuw
Uit de 18e eeuw is bekend dat steden en municipaliteiten een vroedvrouw in dienst nemen of hebben, zoals 's-Gravenhage, Brielle, Arnhem, Sluys, Vlaardingen, Edam, en Egmond aan Zee. Een krante-advertentie uit 1797:
de VROEDVROUWS PLAATS te Egmond aan Zee is vacant geworden, zoo worden diegeenen welke de vereischte bekwaamheden bezitten, onverschillig van welke Godsdienst zij zijn, verzogt om zich aan te geeven aan de Municipaliteit aldaar op een Tractement van Een Honderd gulden 's Jaars, vrije Wooning en twintig Ton Turf

### Wet- en regelgeving
In 1865 kwam de eerste wet die het ambt van de vroedvrouw omschreef. De Universiteit van Amsterdam benoemde de hoogleraar Hector Treub in 1896 als eerste professor in de verloskunde. Twee jaar later verscheen zijn eerste leerboek der verloskunde.

## Opdracht
Verloskundigen oefenen een deel van de geneeskunde uit, te weten de fysiologische verloskunde. Zij selecteren en verwijzen zwangeren met risico's en leiden fysiologische bevallingen. Zij begeleiden de gezonde zwangerschap, de normale geboorte en kraamtijd. Treden er tijdens de zwangerschap, bevalling of in het kraambed complicaties op, dan zorgt de verloskundige voor een adequate verwijzing naar de gynaecoloog of kinderarts. De kraamverzorgende helpt de verloskundige met de bevallingen (partusassistentie) en biedt zorg aan de kraamvrouw en pasgeborene.
Gedurende de zwangerschap bezoekt de aanstaande moeder regelmatig de verloskundige. Zij beoordeelt door middel van een aantal onderzoeken of de zwangerschap zich normaal ontwikkelt. Voorlichting over een goede levensstijl en voorlichting rondom bevalling, kraambed en borstvoeding zijn belangrijke onderdelen van het vakgebied.
Tegenwoordig zijn er meer tweedelijnsverloskundigen of klinisch verloskundigen werkzaam. Deze werken in ziekenhuizen onder verantwoordelijkheid van een gynaecoloog ter begeleiding van vrouwen bij wie er een verhoogd risico bestaat op complicaties tijdens de zwangerschap of de bevalling.

## Opleiding en erkenning

### Nederland
In Nederland wordt men tot verloskundige opgeleid op hbo-niveau. Deze vierjarige hbo-opleiding Verloskunde bestaat alleen in voltijd aan vier opleidingsinstituten, met vestigingsplaatsen in Amsterdam, Groningen, Maastricht en Rotterdam.

### Vlaanderen
Sinds de onderwijshervorming in het Vlaamse hoger onderwijs van 1995 is vroedkunde een zelfstandige studierichting. Voordien was het een afstudeerrichting binnen de opleiding verpleegkunde. Een twaalftal hogescholen biedt de driejarige opleiding tot Bachelor in de vroedkunde aan. Een aantal vakken is gemeenschappelijk met de verpleegkundeopleiding, zodat verpleegkundigen via een "bachelor na bachelor" eveneens vroedkundige kunnen worden. De officiële, federaal erkende beroepstitel in België luidt vroedvrouw (ook voor mannen).